# Laurence Chauvy
Pour les articles homonymes, voir Chauvy.
Laurence Chauvy, née le 16 novembre 1959 à Lausanne, est une écrivain et journaliste vaudoise.

## Biographie
Originaire de Yens-sur-Morges, Laurence Chauvy suit successivement des études à l'école supérieure des arts visuels de Genève, puis à l'Université de Genève en lettres. Une fois sa licence obtenue, elle effectue un stage de journaliste. 
Devenue critique littéraire et critique d'art au Journal de Genève, elle commence par publier des fragments de son journal, Carnets d'un été (1982), puis des proses poétiques, Anorexie (1985) et des nouvelles, La Mort-Amour (1987). Enfin, elle passe au récit avec La Montagne (1989). 
En 1993, elle publie un livre de vulgarisation artistique pour enfants consacré à l'univers de Degas. 

## Sources
- « Laurence Chauvy », sur la base de données des personnalités vaudoises sur la plateforme « Patrinum » de la Bibliothèque cantonale et universitaire de Lausanne.
- Anne-Lise Delacrétaz, Daniel Maggetti, Écrivaines et écrivains d'aujourd'hui, p. 68
- Histoire de la littérature en Suisse romande, sous la direction de Roger Francillon, vol. 4, p. 438-438
- Doris Jakubec, Daniel Maggetti, Solitude surpeuplée choix de textes, p. 183
- A D S - Autorinnen und Autoren der Schweiz - Autrices et Auteurs de Suisse - Autrici ed Autori della Svizzera
- Laurence Chauvy dans Viceversa Littérature.